# Гаюк Володимир Васильович
Володимир Васильович Гаюк (нар. 25 липня 1951, м. Косів, Івано-Франківська область) — український журналіст. Заслужений працівник культури України. Член Національної спілки журналістів України.

## Життєпис

### Освіта
Вища — Історичний факультет Львівського державного університету імені Івана Франка, історик (1974 p.).

### Основна трудова діяльність
- 1974—1976 pp. — служба у ВВ МВС СРСР на Закавказзі (офіцер);
- 1976—1977 pp. — завідувач кабінету підготовчого факультету іноземних громадян Львівський державний університет імені Івана Франка;
- 1978—1986 pp. — лектор музею;
- 1986—2004 pp. — директор Львівського музею історії релігії;
- 2004—2005 pp. — начальник управління культури Львівської обласної державної адміністрації;
- 2005—2009 pp. — заступник директора Львівського музею історії релігії;
- 2009—2011 pp. — заступник директора департаменту, начальник відділу зв'язків з релігійними організаціями Державного комітету України справах національностей та релігій.
- 2011 — завідувач відділу Інституту релігієзнавства Львівського музею історії релігії.
- З 2013 року Володимир Гаюк обраний головою Ставропігійської Ради Львова.

Заслужений працівник культури України (2002 p.). Трудовий стаж — 42 роки. Стаж державної служби — 31 рік. Ранг державного службовця — 6.

### Творча діяльність
З 1979 року — член Спілки журналістів України. Опублікував понад 300 статей з питань вітчизняної історії, релігієзнавства і музейництва. Проходив навчання у Ермітажі, «Російському музеї» та інших музеях Санкт-Петербурга, Третьяковській галереї, музеї образотворчого мистецтва імені О. С. Пушкіна та музеях Кремля м. Москви. У 1982—1984 роках заочно закінчив ВПШ у Києві, спеціалізуючись на східній політиці Ватикану. 1994 року пройшов навчання у літній школі Українського католицького університету імені святого Климента у Римі (Італія) з історії взаємин Ватикану і України. Навчався за професійною програмою підвищення кваліфікації державних службовців та посадових осіб місцевого самоврядування (I—IV категорій) у Інституті підвищення кваліфікації керівних кадрів Національної академії державного управління при Президентові України (2004 p.), прослухав спецкурс у Вищій Адміністративній школі Латвії у м. Ризі за Канадсько-українсько-балтійським проєктом міжнародного економічного менеджменту (2004 p.).
У 1989—1992 роках очолював оргкомітет міжнародних художніх виставок-конкурсів графіки «Інтердрук — 90», «Інтердрук — 92», що проходили у Львові за участю понад 300 митців (з понад 50-и країн світу). Готував каталоги цих виставок, які були відзначені серед найкращих видань України у 1993 р. Організатор тематичних виставок українського мистецтва у Гданську (Польща), Оломоуці (Чехословаччина), Вільнюсі (Литва), а також у «Папському домі» Івана-Павла II у Римі (2005 p., Італія). Готував виставку українських ікон для експонування у Ватикані.
Шеф-редактор спецвипусків газети-журналу «Музей» № 1—3. Член редколегій: журналу «Форум» (Львів) — громадської організації «Інтелектуально-фаховий форум», історико-краєзнавчого — «Громада» (Львів) та науково-популярного — «Духовні студії» (Київ). Був членом редколегії республіканського журналу «Людина і світ». З часу заснування (1992 р.) віце-президент Української асоціації релігієзнавців (УАР), а з 1993 року — один із засновників, і заступник голови Світового Християнського Конгресу (СХК).

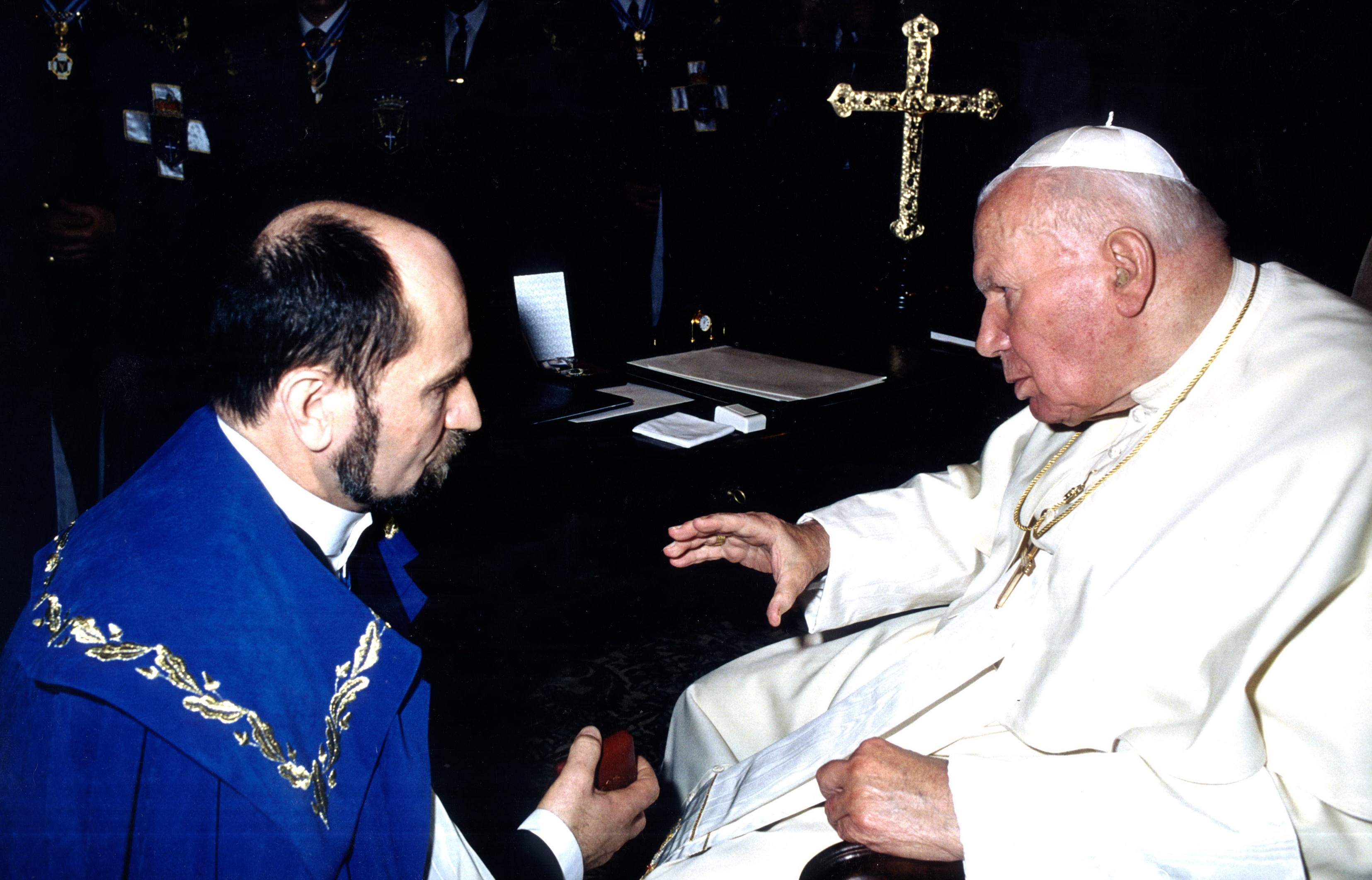
Володимир Гаюк під час аудієнції у Папи Римського Івана Павла II

У 1993 року створив Інститут релігієзнавства. Брав участь в організації літературно-мистецького журналу «Євшан-зілля». Був відповідальним за випуск літературно-мистецького альманаху українців Європи «Зерна», шеф-редактором якого є відомий поет і літературознавець Ігор Трач (Німеччина). Вийшло сім номерів. Заснував серію видань «Духовні діячі України» і «Українські іконописці». Один із засновників товариства «Гуцульщина» у Львові, член Гуцульського дослідного інституту в Чикаго (США), заступник голови регіонального об'єднання дослідників Гуцульщини (РОДОГ), член редакційної комісії і видавець шеститомної «Історії Гуцульщини» д-ра Миколи Домашевського (Чикаго, США). Організатор і один із керівників щорічних Міжнародних наукових конференцій «Історія релігій в Україні». Головний редактор понад 200 наукових видань.
Нагороджений: медаллю «За вклад у відродження», вручена правлячим архієреєм УГКЦ митрополитом Володимиром (Стернюком) за проведену роботу з легалізації УГКЦ (1990 p.); орденом «Архистратига Михаїла» I—II ступенів; орденом «Христа Спасителя» з нагоди 2000-ліття Різдва Христового; медаллю Арсена Річинського (УАПЦ) — за значний внесок у духовність України, [[Орден Святого Рівноапостольного князя Володимира Великого|орденом святого рівноапостольного князя Володимира Великого (УПЦ КП) — за заслуги з відродження духовності в Україні (2004); орденом Великого Тевтонського Хреста (ФРН — 2004); орденом «Святого Констянтина Великого» (Італія — 2006); орденом «Святого Лаврентія» (ФРН — 2007), почесними і пам'ятними відзнаками Ватикану.
З червня 2007 року член Експертної комісії з питань свободи совісті при Президентові України (з 2008 року — Експертна рада Державного комітету національних релігій).
Мав три особисті аудієнції у Ватикані з Іваном Павлом II, а також контакт з головами Папських рад з різних питань: культури — кардиналом Полем Пупаром; міжхристиянських відносин — кардиналом Вальтером Каспером; кардиналом Джовані Батистом Ре; колишнім папським нунцієм в Україні, нині Генеральним секретарем єпископської конференції католиків світу архієпископом Миколою Етеровичем; секретарем Івана Павла II та Бенедикта XVI, а сьогодні митрополитом Львівським РКЦ Мечиславом Мокшицьким; президентом інституту Екуменічних Студій, опікуном Українського Католицького Університету імені святого Климента у Римі о. Іваном Дацьком; прокуратором УГКЦ у Ватикані єпископом Діонізієм Ляховичем; директором Папського дому Івана Павла II о. Мечиславом Непсуєм; директором музеїв Ватикану п. Франческом Буранеллі та ін.